# 印ソ平和友好協力条約
印ソ平和友好協力条約（いんそへいわゆうこうじょうやく）は、1971年8月9日当時のインドとソビエト連邦との間に結ばれた条約。

## 日本語訳文
両国のいずれかが攻撃ないし、その脅威を受けた場合、脅威を除去し、平和と安全保証に効果的な措置について相互協議を行なう。相手国に敵対する軍事同盟に加わらない。このほか、相互不可侵、軍縮、人種主義・植民地主義絶滅への努力の誓約、貿易・運輸・通信分野での相互協力などをとりきめており、期限は20年間である。

## 背景
当時、インドは中印国境紛争で中国と敵対しており、同じく中ソ対立によって中国と敵対関係にあったソ連と利害が一致していた。